# فردریش-انگلهورن-هاوس
فردریش-انگلهورن-هاوس (انگلیسی: Friedrich-Engelhorn-Hochhaus) ساختمان اداری ۲۸ طبقه مستقر در شهر لودویگسهافن، آلمان است، که پروژه ساخت آن در سال ۱۹۵۳ آغاز شد و در سال ۱۹۵۷ به بهره‌برداری رسید.